# Azerbajdzjans tekniska universitet
Azerbajdzjans tekniska universitet (azeriska: Azərbaycan Texniki Universiteti, ATU) är ett tekniskt universitet i Azerbajdzjan. Det grundades 1950 av regeringen i Azerbajdzjanska SSR som Azerbajdzjans polytekniska institutet (AzPI). Universitetet är efterträdaren till Baku polyteknik, som grundades 1887 under tsaristiden och som var den första polytekniska läroverket i Aserbajdsjan.
Efter Azerbajdzjans självständighet 1991 ändrades institutets status till ett universitet och byttes namn till Azerbajdzjans tekniska universitet (ATU) 1993.
Universitetet har huvudcampus i Baku och ett annat campus i Ganja. Universitetet har ungefär 6 000 studenter och 1 100 lärare och administrativ personal.